# Santissima Trinità delle Monache
Der Komplex der Santissima Trinità delle Monache (Heilige Dreifaltigkeit der Nonnen) ist eine der größten Klosteranlagen Neapels und befindet sich im historischen Zentrum der Stadt entlang der Via Trinità delle Monache. Im unteren Teil der Gebäude befindet sich die Kirche Santissima Trinità delle Monache.
Das Gebäude wurde von Vittoria de Silvia (17. Jahrhundert) im Stadtteil Montecalvario gegründet und grenzt an die Certosa di San Martino, das Castel Sant’Elmo und den Komplex Santa Lucia Vergine al Monte. Der Komplex wurde für verschiedene religiöse und zivile Zwecke verwendet. Vor der Vereinigung Italiens wurde er unter Joseph Bonaparte als Militärkrankenhaus genutzt.
Der Komplex ist ein heterogenes Ganzes mit Gebäuden von architektonischem und historischem Wert. Neuere Baumaßnahmen haben die Anlage beeinträchtigt und zum Teil verändert. Die Anlage hat eine Gesamtfläche von ca. 25.000 m² (die Nutzfläche von 9.000 m², weitere 16.000 m² verteilt auf Grünflächen und Höfe). Wegen zahlreicher Brunnen auf dem Klostergelände, die heute zerstört sind, wurde es auch als „Kloster der Brunnen“ bezeichnet.

## Geschichte
Nachdem Donna Vittoria de Silvia von Papst Clemens VIII. die Genehmigung zum Bau erhalten hatte, wurde das Gebäude als Kloster errichtet. Die Klosteranlage war von weitläufigen Gärten umgeben, die von den damaligen Adelsfamilien sehr geschätzt wurden.
Der Baubeginn war im Jahr 1607, als der Palazzo Sanfelice nach einem Entwurf des Architekten Francesco Grimaldi in ein Kloster umgebaut wurde.
Nach Grimaldis Entwurf wurden fünf Jahre später von den Baumeistern Giovanni Giacomo De Marino und Giovanni Laurenzio aus Ferrara die Konventsgebäude errichtet. Nach neun Jahren übernahm Giovan Giacomo Di Conforto die Baustelle und 1617 wurden die meisten Klosterbauten fertiggestellt, die nach einem Entwurf von Grimaldi erbaute Kirche 1620.
Im Jahre 1623 führte Cosimo Fanzago eine Umgestaltung des Äußeren und des Treppenhauses durch und errichtete den Vorraum und das in den Rundbogen eingebettete Eingangsportal sowie 1629 auch die Kuppel.
1732 verursachte ein heftiges Erdbeben schwere Schäden am Kloster. Aus Geldmangel dauerten die Restaurierungsarbeiten mehr als zehn Jahre. Erst 1743 wurde das Gebäude wieder eröffnet. Mit dem Eindringen der napoleonischen Armee 1795 und der Besetzung des Königreichs Neapel durch Joseph Bonaparte mussten die Nonnen das Kloster verlassen und es wurde von 1808 bis 1992 als Militärkrankenhaus genutzt.
Aufgrund mangelnder Instandhaltung brachen jedoch 1897 das Gewölbe und die Kuppel ein und wurden durch ein bescheidenes Schrägdach ersetzt. Zwischen dem 19. und 20. Jahrhundert wurden die Gebäude durch neue Bauteile verändert.
In den 1990er Jahren beschloss die Agenzia del Demanio, unter Hinweis auf den schlechten Zustand des riesigen Komplexes aus dem 16. Jahrhundert, die Stadt Neapel mit der Planung seiner Wiederherstellung zu betrauen. Es wurde ein vorläufiger Plan erstellt, der die Umwandlung des Komplexes in ein Mehrzweckzentrum vorsah, das neben Universitäts- und Forschungseinrichtungen auch Sport-, Schwimmbad-, Spiel- und Atelierräume sowie die notwendige Infrastruktur wie Rolltreppen und Aufzüge aufnehmen sollte. Aber dieses Projekt wurde nie ausgeführt. Heute beherbergt der Komplex Büros der Stadtverwaltung mit dem UNESCO-Programm zur Aufwertung des historischen Zentrums sowie eine Garnison der Feuerwehr, das Jugendzentrum „Urban Palace“ und mehrere Vereine.
Ein Teil des Gebäudes wurde von der Universität Suor Orsola Benincasa gekauft und soll renoviert werden.
In den letzten Jahren wurden von Bürgern, Vereinen und der Stadt viele Vorschläge zur Sanierung von verfallenen und vernachlässigten Gebieten gemacht. Der Park des Spanischen Viertels wurde wieder der Öffentlichkeit zugänglich gemacht. Heute bietet es einen großen Kinderspielplatz und eine Fläche für die Organisation von Freiluftveranstaltungen. Vor der Renovierung wurde der Park von der Bevölkerung nicht genutzt. Einer der Gründe ist die schlechte Erreichbarkeit mit öffentlichen Verkehrsmitteln (Funicolare di Corso Vittorio Emanuele, Cumana di Montesanto und Rolltreppen) und fehlende Parkplätze.

## Kirche

### Außen
Das Äußere zeichnet sich durch eine einfache Piperno-Fassade aus, die im Kontrast zum weißen Marmor des Portals steht.
Der Zugang erfolgt über eine von Cosimo Fanzago entworfene geschwungene Treppe, die zum Vorbild für eine Reihe anderer Stadtgebäude wurde (einige Beispiele wurden für die Erweiterung neuer Straßen wie für die Kirche Santa Teresa a Chiaia zerstört); von ausgezeichneter Verarbeitung ist die kürzlich zerlegte Balustrade.
Eine Darstellung von Baratta aus dem Jahr 1629 zeigt den Eingang zu dem Komplex in den Mauern des Klosters, geschützt von den Stadtmauern, deren Tor sich nur wenige Meter entfernt befindet. Eine topographische Untersuchung des Ingenieurs Onofrio Tango aus dem Jahr 1646 zeigt die Kirche mit einem direkten Zugang zur Straße und mit einem Vorraum, der sich entlang der Längsachse befindet und als Verbindung zwischen dem Kirchenraum und dem Eingang dient. Von hier aus kann man auch die Einfachheit der Fassade erkennen, die keine übergeordnete Anordnung hat.

### Innen
Das Innere in Form eines griechischen Kreuzes stellt eine barocke Variation des Zentralbaus dar. Auf beiden Seiten des Kirchenschiffs befinden sich vier eckige Kapellen, während die Querschiffe gespiegelt sind.
Es gibt Werke von Battistello Caracciolo (Die Unbefleckte mit den Heiligen Franziskus und Antonius), Spagnoletto, Giovanni Luigi Rodrigo und Fabrizio Santafede, während die Fresken Giovanni Bernardino Siciliano zugeordnet werden. Die Skulpturen und Ornamente wurden unter der Leitung von Cosimo Fanzago angefertigt; darunter heben sich einige Türen, die Kanzel und der Boden ab. Unter den Bildhauern, die unter der Leitung von Fanzago arbeiteten, sind der Steinmetz Andrea Lazzari und Vitale Finelli mit Domenico Agliani als Marmorschneider (letzterer für die Hauptkapelle in der Nähe der Apsis) zu nennen.
Einige dieser Werke wurden in andere Museen oder Stadtgebäude gebracht. Zum Beispiel befindet sich die Heilige Familie mit Heiligen (1623–1625) von Ribera heute im Palazzo Reale von Neapel.

## Kreuzgang
Der Kreuzgang von beträchtlicher Größe hat nur eine Gebäudeseite mit 28 Arkaden, während die übrigen drei Seiten unverbaut sind und sich daher ein fantastischer Blick auf die Stadt bietet.